# 豐田4Runner
豐田4Runner又稱豐田超霸、豐田四信使:218，是日本車廠豐田汽車所生產的運動型多用途車，設計以豐田Hilux為基礎，在日本本土及亞洲某些地區被稱為豐田Hilux Surf，從外觀上看，只是在農夫車車斗上加了個硬頂而已。此車款1984年開始生產，至今已有5代的設計。

## 圖片集

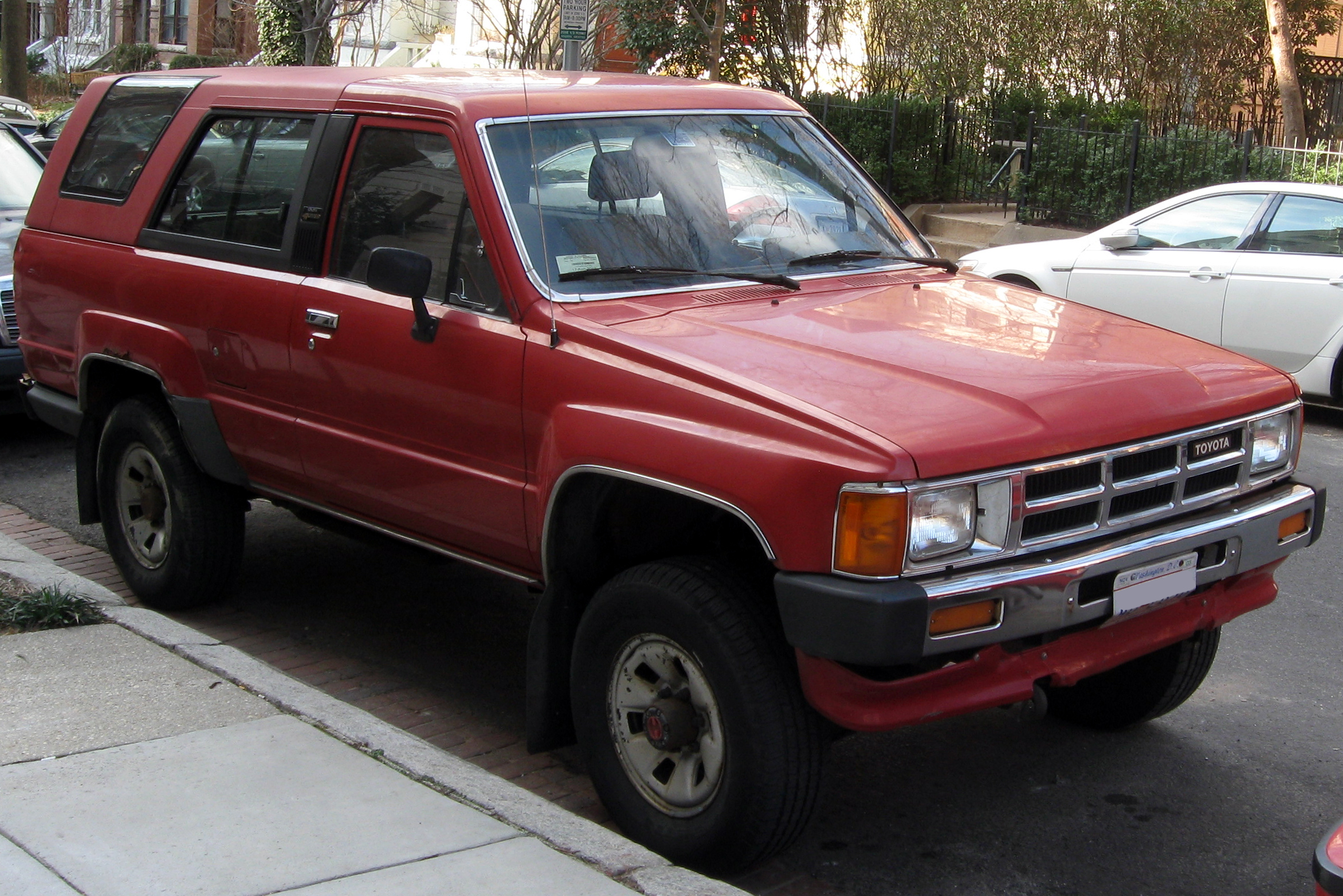
第一代（1984年–1989年）
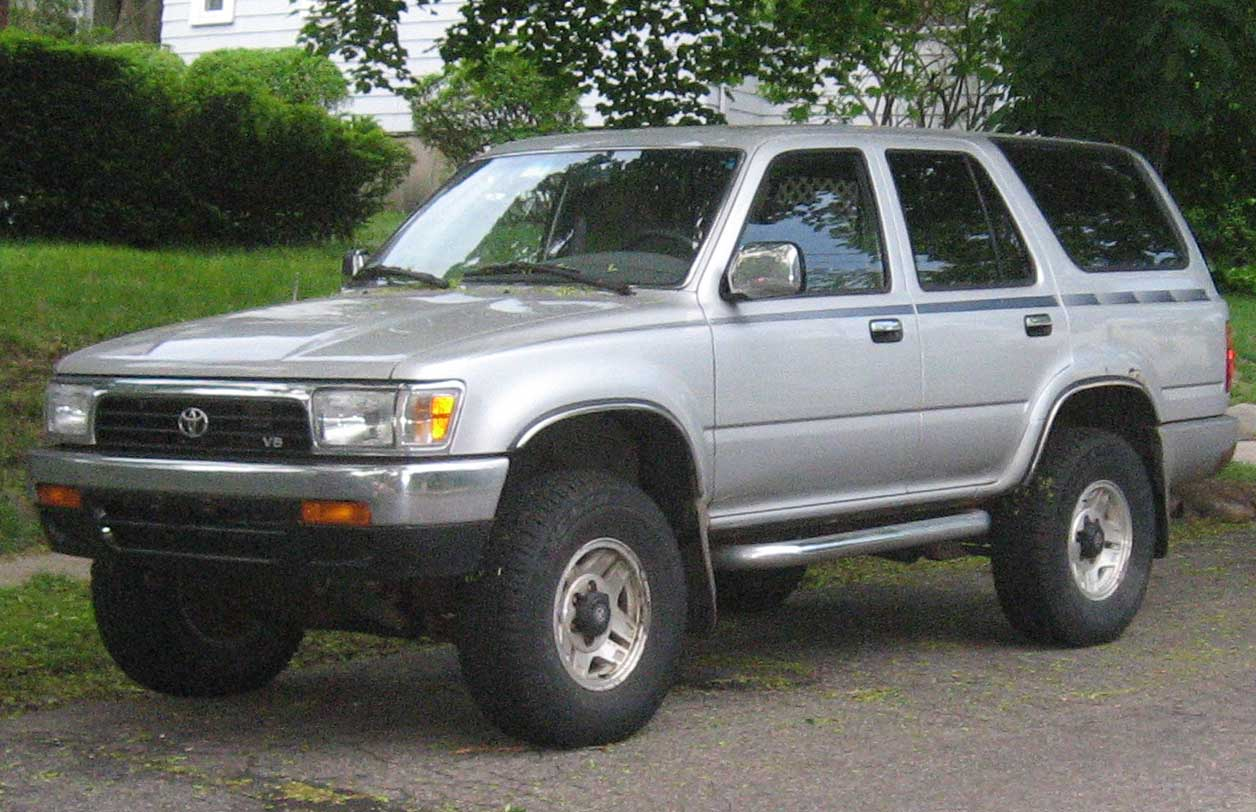
第二代（1989年–1995年）
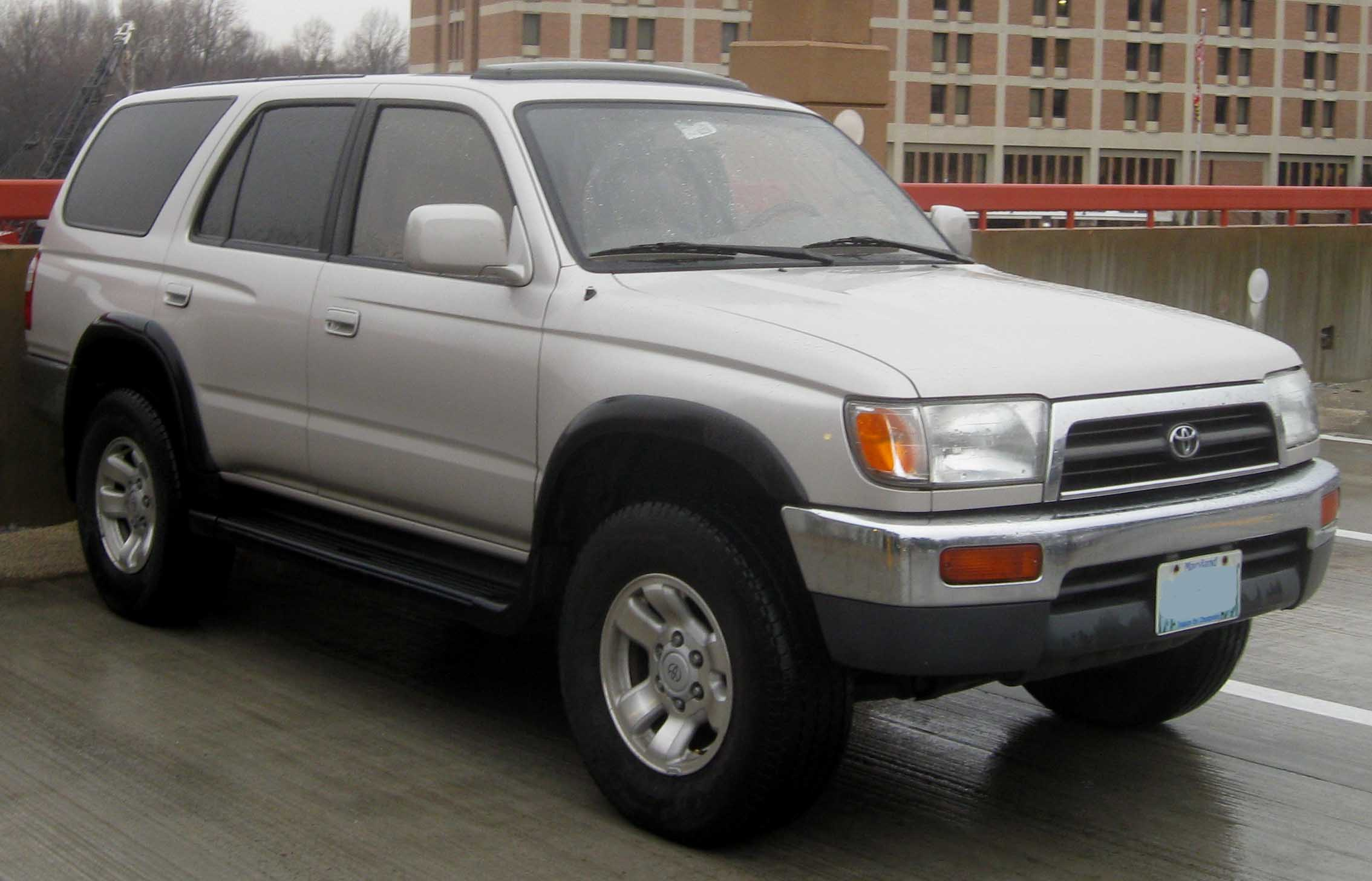
第三代（1995年–2002年）
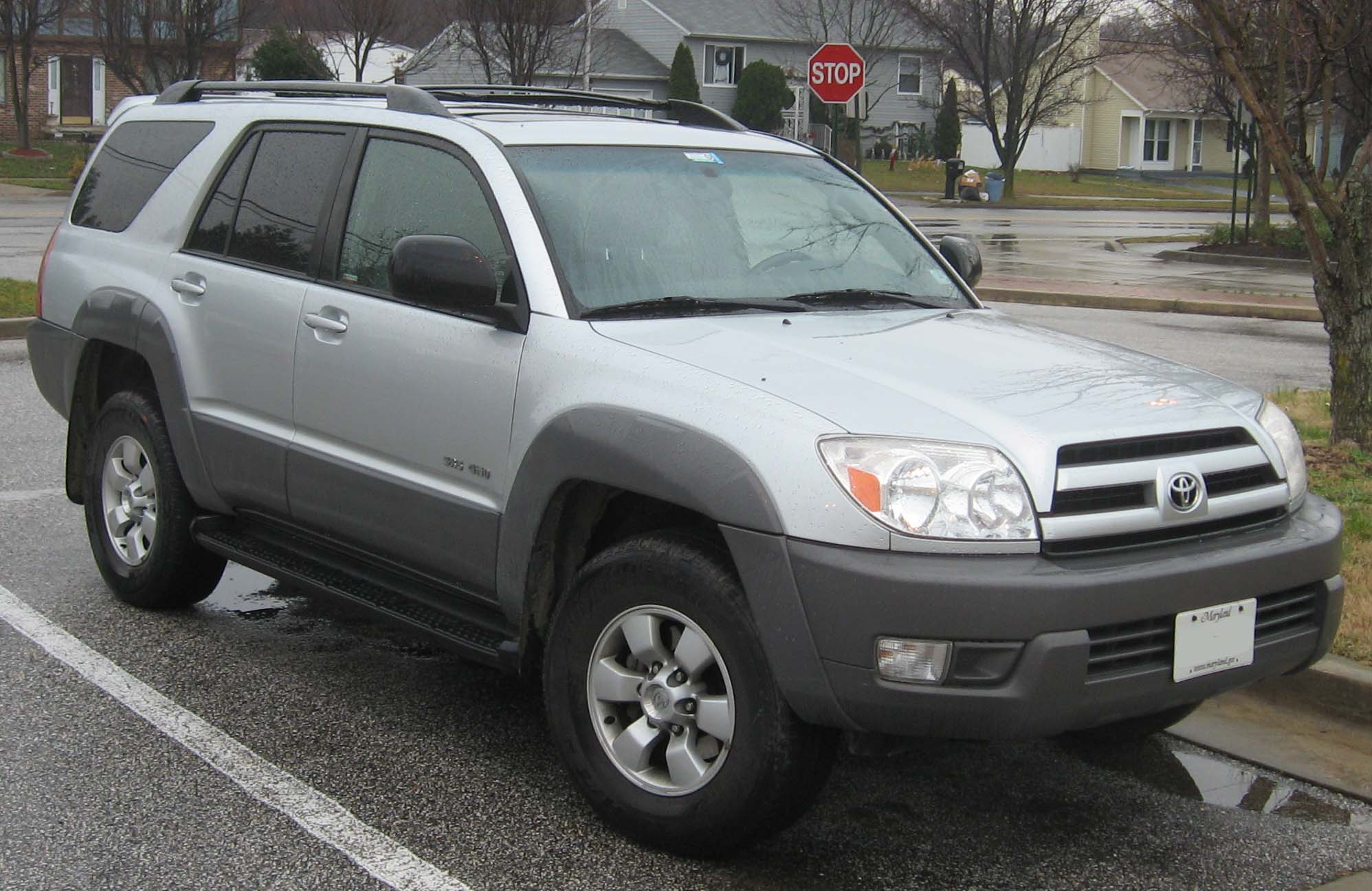
第四代（2002年–2009年）
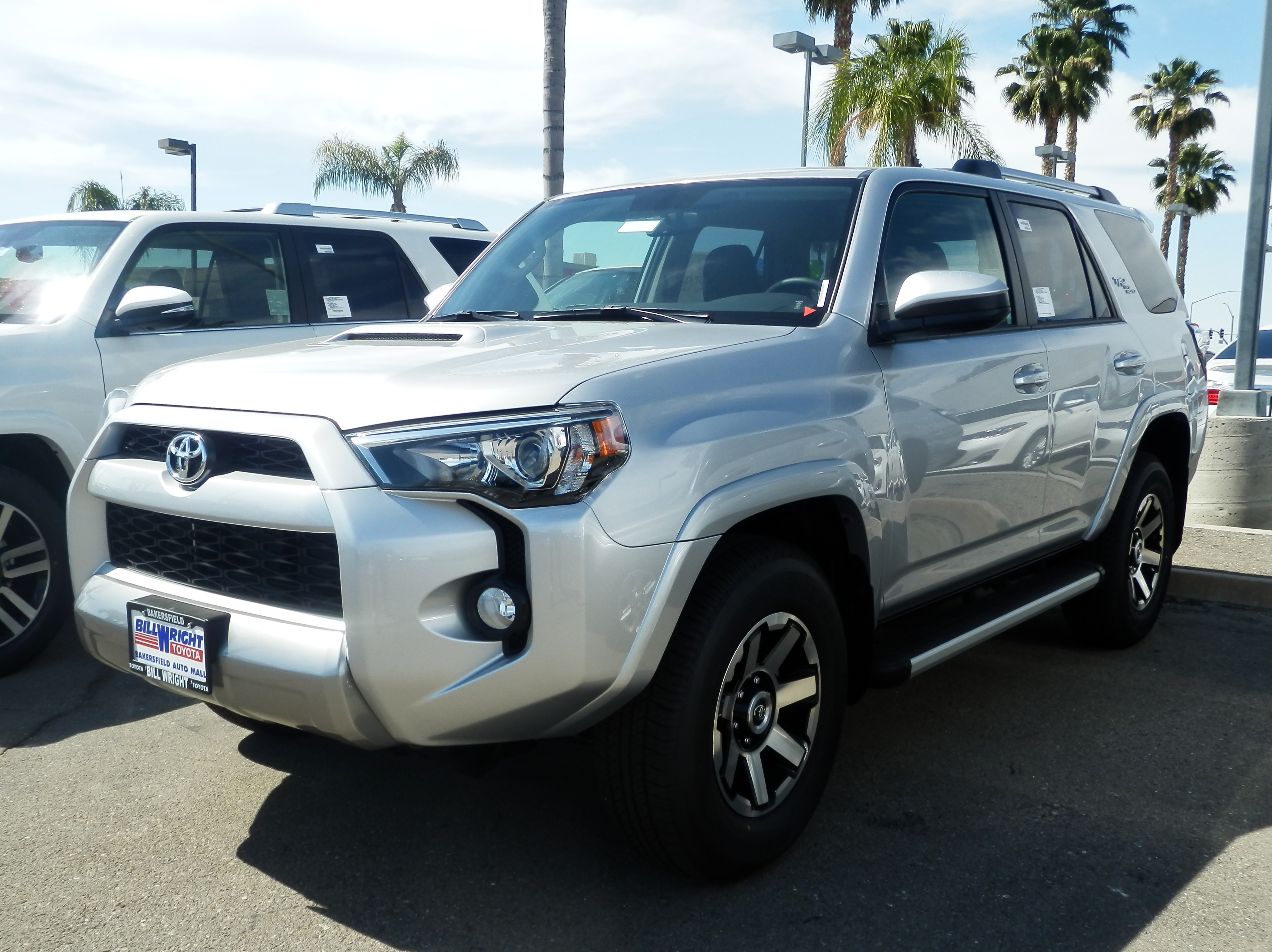
第五代（2009年至今）